# Bernard Verley
Pour les articles homonymes, voir Verley.
Bernard Verley est un acteur français né le 4 octobre 1939 à Lille.

## Biographie

### Carrière
Ancien élève des Beaux-Arts à Lille, Bernard Verley fréquente le cours Dullin puis intègre le TNP de Jean Vilar. Il commence au cinéma une carrière de jeune premier. À partir du milieu des années 1970, il se consacre à la production cinématographique. Il prête ses traits blonds aux yeux bleus au cinéma d'Eric Rohmer (L'Amour l'après-midi), Luis Buñuel (La Voie lactée où il interprète Jésus, Le Fantôme de la liberté), Pierre Kalfon (Le Feu aux lèvres). Après une pause de près de dix ans durant lesquels il se consacre à la production, il fait son retour comme acteur à partir de 1990 au cinéma et à la télévision. On le retrouve chez Claude Miller, Jean-Luc Godard, Patrice Chéreau (dans le rôle du cardinal de Bourbon dans La Reine Margot) ou encore Claude Chabrol (l'inspecteur Loudun d'Au cœur du mensonge). Par la suite, il devient également un acteur régulier de l'univers de Pascal Thomas (La Dilettante, Mon petit doigt m'a dit...). Sous la direction de Pascale Ferran, il joue le Sir Malcolm de Lady Chatterley, puis interprète Victor Hugo pour Jacques Doillon dans Rodin et le père Bernard Preynat, abbé accusé d'agressions sexuelles sur de jeunes scouts, dans le film Grâce à Dieu de François Ozon.
A la télévision, il est dirigé par Josée Dayan (La Rivière Espérance, Quand sort la recluse), Jean-Daniel Verhaeghe (La Duchesse de Langeais, Le Rouge et le Noir). Le temps de six épisodes, il interprète le commissaire Malone dans la série de TF1 diffusée à partir de 2002.

### Famille
Son frère Renaud Verley est également comédien. Son épouse Françoise Verley lui donna la réplique à l'occasion du film L'Amour l'après-midi d'Éric Rohmer en 1972 et connut une courte carrière de chanteuse dans les années 1970.

## Filmographie

### Cinéma

#### Longs métrages
- 1961 : Napoléon II L'Aiglon de Claude Boissol : Napoléon II
- 1961 : Les Honneurs de la guerre de Jean Dewever : Gérard
- 1964 : L'amour à la mer de Guy Gilles : un ami de Geneviève
- 1964 : Un certain désir (Die Lady) de Hans Albin et Peter Berneis : Martin Troge
- 1965 : Cent briques et des tuiles de Pierre Grimblat
- 1968 : Bérénice de Pierre-Alain Jolivet : Titus
- 1968 : Les Cracks d'Alex Joffé : M. Lelièvre, le contrôleur
- 1968 : La Fille d'en face de Jean-Daniel Simon : Marek
- 1968 : Au pan coupé de Guy Gilles : Pierre
- 1969 : La Voie lactée de Luis Buñuel : Jésus-Christ
- 1971 : Une femme libre de Claude Pierson : Jacques
- 1972 : L'Amour l'après-midi d'Éric Rohmer : Frédéric
- 1973 : Le Feu aux lèvres de Pierre Kalfon : Gabriel
- 1974 : Le Fantôme de la liberté de Luis Buñuel : le capitaine
- 1974 : La Bonzesse de François Jouffa : Jean-Pierre
- 1976 : Les Mal Partis de Sébastien Japrisot : M. Leterrand
- 1981 : Asphalte de Denis Amar : l'ami de Montpellier
- 1991 : Nord de Xavier Beauvois : Ferrand
- 1992 : L'Accompagnatrice de Claude Miller : Jacques Ceniat
- 1993 : Hélas pour moi de Jean-Luc Godard : Klimt
- 1993 : Taxi de nuit de Serge Leroy : l'inspecteur
- 1994 : La Reine Margot de Patrice Chéreau : le cardinal de Bourbon
- 1994 : Pas très catholique de Tonie Marshall : Noel Vaxelaire
- 1994 : La Folie douce de Frédéric Jardin : Landrieu
- 1994 : L'Ange noir de Jean-Claude Brisseau : Pitot
- 1994 : À la folie de Diane Kurys : Sanders
- 1994 : Le Sourire de Claude Miller : ma tante
- 1995 : La Duchesse de Langeais de Jean-Daniel Verhaeghe : Marquis de Ranquerailles
- 1995 : Élisa de Jean Becker : l'entrepreneur
- 1997 : Lucie Aubrac de Claude Berri : Charles-Henri
- 1998 : Au cœur du mensonge de Claude Chabrol : l'inspecteur Loudun
- 1998 : … Comme elle respire de Pierre Salvadori : le père de Jeanne
- 1999 : Les Terres froides de Sébastien Lifshitz : M. Chamblasse
- 1999 : La Femme du cosmonaute de Jacques Monnet : le chef de mission
- 1999 : Recto-verso de Jean-Marc Longval : Maurice
- 2000 : La Dilettante de Pascal Thomas : André Ackerman, l'antiquaire
- 2000 : L'Envol de Steve Suissa : le professeur
- 2000 : Les Frères Sœur de Frédéric Jardin : James
- 2001 : CQ de Roman Coppola : l'acteur doubleur de la bande-annonce
- 2005 : Au sud des nuages de Jean-François Amiguet : Adrien
- 2005 : Mon petit doigt m'a dit... de Pascal Thomas : le général
- 2006 : Le Grand Appartement de Pascal Thomas : Me Rippert
- 2006 : Lady Chatterley de Pascale Ferran : Sir Malcolm
- 2011 : Ma compagne de nuit de Isabelle Brocard et Hélène Laurent : le père de Julia
- 2012 : Au galop de Louis-Do de Lencquesaing
- 2012 : Associés contre le crime de Pascal Thomas : le général
- 2012 : À cœur ouvert de Marion Laine : Masson
- 2013 : Une autre vie d'Emmanuel Mouret : le médecin
- 2014 : Tiens-toi droite de Katia Lewkowicz : homme conseil d'administration
- 2015 : Le Grand jeu de Nicolas Pariser : le général
- 2016 : L'Indomptée de Caroline Deruas : le directeur
- 2017 : Rodin de Jacques Doillon : Victor Hugo
- 2017 : Numéro Une de Tonie Marshall : Jean Archambault
- 2018 : Grâce à Dieu de François Ozon : le père Bernard Preynat

#### Courts métrages
- 1962 :  Les Petites Demoiselles de Michel Deville
- 1994 : La Trêve de Emmanuel Paulin
- 1996 : La Visite d'un capitaine de Frédéric Ripert
- 1999 : Bruno n'a pas d'agent de Christine Dory
- 1999 : La Part d'ombre d'Yvon Marciano
- 2000 : L'Empreinte amoureuse de Mohamed Kadded
- 2004 : Les Parallèles de Nicolas Saada

### Télévision
- 1961 : La Petite Dorrit de Pierre Badel
- 1961 : L'Exécution de Maurice Cazeneuve
- 1962 : Le Théâtre de la jeunesse : Gavroche d'Alain Boudet : Marius
- 1963 : Le Théâtre de la jeunesse : Jean Valjean d'Alain Boudet : Marius
- 1963 : Le Théâtre de la jeunesse : Le Général Dourakine : le prince Roman
- 1963 : Cent ans d'amour : La Danse devant le miroir (pièce de François de Curel), émission télévisée d'André Gillois, réalisation de Maurice Chateau : Paul
- 1964 : Le Théâtre de la jeunesse : David Copperfield de Marcel Cravenne
- 1964 : (les Hauts de Hurlevent) Edgar Linton
- 1967 : Le Tribunal de l'impossible
- 1967 : Le Théâtre de la jeunesse : Le Secret de Wilhelm Storitz d'Éric Le Hung
- 1968 : Affaire Vilain contre Ministère public : Jean Vilain
- 1969 : La Passion d'Anne-Catherine Emmerich (série Le Tribunal de l'impossible), de Michel Subiela : le cavalier / le diable
- 1974 : Eugène Sue de Jacques Nahum
- 1974 : Le Tribunal de l'impossible, épisode Le Baquet de Frédéric-Antoine Mesmer de Michel Subiela
- 1995 : La Duchesse de Langeais de Jean-Daniel Verhaeghe : le marquis de Ronquerolles
- 1995 : La Rivière Espérance de Josée Dayan : Arsène Lombard
- 1995 : Le Crime de Mr Still
- 1995 : L'Auberge de la Jamaïque de Gilles Béhat : le curé
- 1996 : Troubles (Strangers) : Jacques Newborne
- 1996 : Dans un grand vent de fleurs de Gérard Vergez : Guillaume Garlande père
- 1996 : Les Liens du cœur de Josée Dayan : Gaspard
- 1996 : Julie Lescaut, épisode 1 saison 6, Le Secret des origines de Josée Dayan : Maudry
- 1998 : Le Rouge et le Noir de Jean-Daniel Verhaeghe
- 1999 : Jésus de Serge Moati
- 1999 : Premier de cordée de Pierre-Antoine Hiroz et Edouard Niermans : le docteur Coutaz
- 2000 : Joséphine, ange gardien, saison 4, épisode 10 Des cultures différentes : Pierre
- 2000 : Mathieu Corot : Walemme (4 épisodes)
- 2001 : L'Aîné des Ferchaux de Bernard Stora
- 2002 - 2005 : Malone : Commissaire Malone
- 2003 : Le Bleu de l'océan de Didier Albert : Charles Delcourt
- 2004 : La Battante de Didier Albert : Charles Fournier
- 2008 : Mitterrand à Vichy de Serge Moati : le père de François Mitterrand
- 2009-2015 :  Mes amis, mes amours, mes emmerdes (saisons 1, 2, 3 et 4) : Jean-Charles, le père de Nathalie
- 2011 : V comme Vian de Philippe Le Guay : Gaston Gallimard
- 2013 : 15 jours ailleurs de Didier Bivel : le père de Vincent
- 2014 : Origines de Jérôme Navarro : Charles Manin
- 2018 : Quand sort la recluse de Josée Dayan : Vessac
- 2018 : Crime dans le Luberon d'Éric Duret : Lucien Issautier
- 2019 : Capitaine Marleau, épisode Le Grand Huit de Josée Dayan : Mickey
- 2019 : Noces d'or de Nader T. Homayoun : Octave Saint-Cast
- 2020 : Dix pour cent, saison 4, épisode 5 Sigourney de Marc Fitoussi : lui-même
- 2021 : Alger confidentiel de Frédéric Jardin : Laudrigane
- 2022 : Diane de Poitiers de Josée Dayan : Clément VII

### Doublage
- Sydney Pollack dans :
  - Eyes Wide Shut (1999) : Victor Ziegler
  - Michael Clayton (2007) : Marty Bach

## Théâtre
- 1962 : Les Témoins de Georges Soria, mise en scène Roger Mollien, théâtre du Vieux-Colombier
- 1962 : Trencavel de Robert Collon, mise en scène Jean Mercure, théâtre Montparnasse
- 1962 : L'Étoile devient rouge de Sean O'Casey, mise en scène Gabriel Garran, Théâtre de la Commune, théâtre Récamier
- 1965 : Danton ou la Mort de la République de Romain Rolland, mise en scène Jean Deschamps, Festival du Marais hôtel de Béthune-Sully
- 1969 : Le Distrait de Jean-François Regnard, mise en scène Gabriel Garran, théâtre de la Commune
- 1971 : On ne badine pas avec l'amour d'Alfred de Musset, mise en scène Pierre Della Torre, théâtre de Saint-Maur-des-Fossés
- 1972 : La Chatte sur les rails de Josef Topol, mise en scène de Jaromir Knittl, théâtre du Palace
- 1973 : Le Long Voyage vers la nuit d'Eugene O'Neill, mise en scène Georges Wilson, théâtre de l'Atelier
- 1991 : Le Temps et la chambre de Botho Strauss, mise en scène Patrice Chéreau, Odéon-Théâtre de l'Europe
- 1999 : La Controverse de Valladolid de Jean-Claude Carrière, mise en scène Jacques Lassalle, théâtre de l'Atelier
- 2000 : Médée d'Euripide, mise en scène Jacques Lassalle, Festival d'Avignon
- 2001 : Quatre quatuors pour un week-end d'après Gao Xingjian, mise en espace Jacques Rosner, Festival Nava
- 2001 : Itinéraire bis de Xavier Daugreilh, mise en scène Stéphan Meldegg, théâtre La Bruyère
- 2002 : La Griffe (A 71) de Claude d'Anna et Laure Bonin, mise en scène Annick Blancheteau, théâtre Fontaine
- 2003 : Les Braises de Sandor Marai, mise en scène Didier Long, théâtre de l'Atelier
- 2004 : La Ronde d'Arthur Schnitzler, mise en scène Frédéric Bélier-Garcia, La Criée, théâtre national de Nice
- 2005 : Doux Oiseau de jeunesse de Tennessee Williams, mise en scène Philippe Adrien, théâtre de la Madeleine
- 2006 :  Conversations après un enterrement de Yasmina Reza, mise en scène Gabriel Garran, théâtre Antoine
- 2007 : La Danse de mort d'August Strindberg, mise en scène Hans Peter Cloos, théâtre de la Madeleine
- 2010 : Rêve d'Automne de Jon Fosse, mise en scène Patrice Chéreau, musée du Louvre, centre national de création d'Orléans, théâtre de la Ville
- 2011 : Rêve d'Automne de Jon Fosse, mise en scène Patrice Chéreau, tournée, Le Grand T Nantes, deSingel Anvers, théâtre du Nord, Stadsschouwburg Amsterdam, Piccolo Teatro, TAP Poitiers, TNB, Wiener Festwochen Vienne, La Criée
- 2014 : Les Fausses Confidences de Marivaux, mise en scène Luc Bondy, théâtre de l'Odéon

## Discographie
En 1972, il publie, sous label Pathé Marconi, deux albums intitulés Rimbaud c'est toi où, accompagné par le groupe rock progressif niçois Catharsis, il dit, chante et crie Le Bateau ivre, Voyelles et autres pages célèbres du poète tirées des Illuminations et d'Une Saison en enfer.

## Distinctions
- Molières 2011 : Nomination au Molière du comédien dans un second rôle pour Rêve d’Automne